# Miladinovi Islets
Die Miladinovi Islets (englisch; bulgarisch Миладинови острови Miladinowi ostrowi) sind eine Gruppe aus zwei kleinen Inseln im Archipel der Südlichen Shetlandinseln. In der Hero Bay der Livingston-Insel liegen sie 0,3 km südlich des Iratais Point von Desolation Island, von dem sie durch die Neck or Nothing Passage getrennt sind. Die größere von ihnen ist 500 m lang und 370 m breit, die andere 350 m lang und 200 m breit.
Die bulgarische Kommission für Antarktische Geographische Namen benannte sie 2006 nach den Brüdern Miladinow, Dimitar Miladinow (1810–1862) und Konstantin Miladinow (1830–1862), bulgarischen Dichtern und Folkloristen.